# Musa Kazanow
Musa Iliew Kazanow (bułg. Муса Илиев Казанов, ur. 27 listopada 1936 we wsi Biserci w gminie Kubrat) – bułgarski zapaśnik walczący w stylu wolnym. Olimpijczyk z Rzymu 1960, gdzie zajął jedenaste miejsce w kategorii do 73 kg.

## Letnie Igrzyska Olimpijskie 1960
| Konkurencja      | Rundy eliminacyjne    | Rundy eliminacyjne | Rundy eliminacyjne           | Klas. końcowa |
| Konkurencja      | Przeciwnik I          | Przeciwnik II      | Przeciwnik III               | Miejsce       |
| ---------------- | --------------------- | ------------------ | ---------------------------- | ------------- |
| 73 kg styl wolny | Yutaka Kaneko (JPN) P | Joe Feeney (IRL) Z | Coenraad de Villiers (ZPA) Z | 11.           |